# Amir Mohammad Yazdani
Amir Mohammad Babak Yazdani Cherati (in persiano امیر محمد یزدانی چراتی‎; Juybar, 28 settembre 2000) è un lottatore iraniano, specializzato nella lotta libera. Vicecampione iridato ai mondiali di Oslo 2021 nel torneo dei 65 chilogrammi.

## Palmarès
| Anno | Manifestazione          | Sede       | Evento | Risultato | Note |
| ---- | ----------------------- | ---------- | ------ | --------- | ---- |
| 2015 | Mondiali cadetti        | Sarajevo   | 42 kg  | Argento   |      |
| 2019 | Campionati asiatici U23 | Ulan Bator | 65 kg  | Argento   |      |
| 2019 | Mondiali                | Nur-Sultan | 65 kg  | 14º       |      |
| 2021 | Mondiali                | Oslo       | 65 kg  | Argento   |      |

## Altre competizioni internazionali
2019
- Bronzo nella lotta libera 65 kg nella Takhti Cup ( Kermanshah)
- 10º nella lotta libera 65 kg nel Torneo città di Sassari ( Sassari)
- 10º nella lotta libera 65 kg nell'Alany Tournament ( Vladikavkaz)
- Argento nel Campionato mondiale per club ( Bazar-e Bozorg)

2020
- Bronzo nella lotta greco-romana 65 kg nella Takhti Cup ( Shiraz)

2021
- Argento nella lotta libera 65 kg nel Torneo di qualificazione olimpica ( Almaty)